# The Sky's the Limit
The Sky’s the Limit is een Amerikaanse film uit 1943, geregisseerd door Edward H. Griffith. De film is een romantische musicalkomedie met Fred Astaire en Joan Leslie in de hoofdrollen. De muziek werd gecomponeerd door Harold Arlen met teksten van Johnny Mercer. Het verhaal draait om een piloot van de Flying Tigers die op verlof gaat en een journalist ontmoet.

## Verhaal
Tijdens de Tweede Wereldoorlog wordt Flying Tiger-piloot Fred Atwell, een drievoudige aas, samen met zijn kameraden Reginald Fenton en Richard Merlin terug naar de Verenigde Staten gebracht voor een ticker-tapeparade en een korte verlofperiode. Fred ontvlucht echter het strakke schema van de rondreis en belandt in New York, waar hij Joan Manion ontmoet, een fotografe die droomt van een carrière in een oorlogsgebied.
Om zijn identiteit geheim te houden, noemt Fred zichzelf “Burton”. Terwijl hij haar charmeert, worstelt hij met zijn eigen geheimen en de naderende terugkeer naar het front. Joan probeert Fred aan een baan te helpen, maar als zij zijn ware identiteit ontdekt, veroorzaakt dit een breuk. Uiteindelijk komen de twee samen wanneer Joan Fred ziet vertrekken voor een missie.

## Rolverdeling
- Fred Astaire – Fred Atwell / Fred Burton
- Joan Leslie – Joan Manion
- Robert Benchley – Phil Harriman
- Robert Ryan – Reginald Fenton
- Elizabeth Patterson – mevrouw Fisher
- Eric Blore – Jackson, butler van Phil

## Muziek
De choreografie van de dansscènes werd volledig verzorgd door Fred Astaire, wat een zeldzaamheid was in zijn carrière. De bekendste nummers uit de film zijn:
- My Shining Hour – gezongen door Joan Leslie (ingezongen door Sally Sweetland)
- One for My Baby (and One More for the Road) – een solo van Fred Astaire waarin hij danst op een bartafel

## Ontvangst
De film ontving gemengde recensies bij de release. Hoewel de dansnummers van Astaire werden geprezen, vonden critici zoals Bosley Crowther het verhaal teleurstellend.